# Луговое (Немецкий национальный район)
Луговое (также Фриденсфельд, Мирное) — упразднённое село в Немецком национальном районе Алтайского края. Ликвидировано в 1971 г., население переселено в село Орлово.

## География
Село располагалось в 5 км к югу от села Орлово.

## История
Основано в 1908 году переселенцами из Причерноморья. До 1917 года меннонитское село Орловской волости Барнаульского уезда Томской губернии. Меннонитская община Орлово-Шензее. С 1920 по 1953 гг. в составе Дворского сельсовета, с 1953 г. — в Орловском. В 1931 г. организован колхоз им. К. Либкнехта. В 1950 году после слияние колхозов отделение колхоза им. К.Цеткин, а с 1964 г. — им. Ленина. В 1971 г. в связи с ликвидацией неперспективных сел жителей села переселяют в Орлово.

## Население[1]
| год     | 1911 | 1926 | 1940 |
| ------- | ---- | ---- | ---- |
| человек | 148  | 228  | 143  |